# Cerro Lípez
El cerro Lípez es un estratovolcán de la cordillera de Lípez en el suroeste de Bolivia, se encuentra en la provincia de Sud Lípez en el departamento de Potosí. Tiene picos gemelos y se levanta a una altitud de 5.929 m s. n. m. En algunos mapas se etiqueta incorrectamente como Nuevo Mundo. Es de hecho que el Nuevo Mundo se encuentra a centenares de kilómetros al noreste y es quinientos metros más bajo.
La falta de precisión en el topónimo, habría surgido del nombre originario “Jatun Mundo Quri Warani” que contiene palabras quechuas, aymaras y una española, o al menos españolizada y fue transcripto como Nuevo Mundo.